# Élections législatives de 1877 dans la 1re circonscription de Dunkerque
Les élections législatives françaises de 1877 dans la 1re circonscription de Dunkerque se déroulent le 14 octobre 1877.

## Circonscription
La 1re circonscription de Dunkerque était composée en 1876 des cantons de Dunkerque-Est, Dunkerque-Ouest et Gravelines.

## Contexte
Jean-Baptiste Trystram (Gauche républicaine), conseiller général du canton de Dunkerque-Ouest et président de la Chambre de commerce de Dunkerque se présente pour un second mandat face à lui Frédéric d'Arras, maire de Dunkerque depuis 1871.

## Résultats
- Député sortant : Jean-Baptiste Trystram (Gauche républicaine)

| Candidat         | Candidat                | Parti               | Premier tour | Premier tour | Second tour | Second tour |
| Candidat         | Candidat                | Parti               | Voix         | %            | Voix        | %           |
| ---------------- | ----------------------- | ------------------- | ------------ | ------------ | ----------- | ----------- |
|                  | Jean-Baptiste Trystram* | Gauche républicaine | 4 905        | 45,15        |             |             |
|                  | Frédéric d'Arras        | Union des Droites   | 5 911        | 54,41        |             |             |
|                  |                         |                     |              |              |             |             |
| Inscrits         | Inscrits                | Inscrits            | 14 409       | 100,00       |             |             |
| Votants          | Votants                 | Votants             | 10 863       | 75,39        |             |             |
| Blancs et nuls   |                         |                     |              |              |             |             |
| * député sortant |                         |                     |              |              |             |             |